# تيرنس رينتشير
تيرنس رينتشير (بالإنجليزية: Terrence Rencher)‏ مواليد 19 فبراير 1973 في ذا برونكس، هو مدرب كرة سلة أمريكي ولاعب سابق. بدأ مسيرته الاحترافية في سنة 1995. تم اختياره من قبل فريق واشنطن ويزاردز خلال الدرافت. يبلغ طوله 6 قدم 3 بوصة (1.9 م). اعتزل اللعب في 2007.

## المسيرة الاحترافية
لعب مع ميامي هيت في موسم 1995–1996، ثم لعب مع فينيكس صنز في سنة 1996، ثم لعب مع بالاكانسترو كانتو في الدوري الإيطالي في موسم 1999–2000، ثم لعب مع تليكوم باسكتس بون في الدوري الألماني من سنة 2001 إلى 2003، ثم لعب مع فيولا ريدجو كالابريا في الدوري الإيطالي في سنة 2004.

## روابط خارجية
- تيرنس رينتشير على موقع إن بي أي (الإنجليزية)
- تيرنس رينتشير على موقع سبورتس رفرنس (الإنجليزية)
- تيرنس رينتشير على موقع كرة السلة الأوروبية.كوم (الإنجليزية)
- تيرنس رينتشير على موقع كلية كرة السلة في سبورتس رفرنس.كوم (الإنجليزية)
- تيرنس رينتشير على موقع ريلجم (الإنجليزية)
- تيرنس رينتشير على موقع بروبوليرز (الإنجليزية)
- تيرنس رينتشير على موقع سبورتس رفرنس (الإنجليزية)